# Alexandru Carnabel
Alexandru Carnabel (n. 7 iunie 1868, Gemeni, Mehedinți – d. 10 august 1927, Focșani, județul Putna) a fost un medic român, personalitate de seamă a chirurgiei românești, care, „având la dispoziție adesea mijloace modeste, a avut o activitate deosebită. S-a remarcat îndeosebi prin practica medicală și nu neapărat prin studiile publicate”, fiind menționat printre primii medici din țară care au realizat o sutură a unui cord în anii 1900, operație care, pentru acea perioadă, reprezenta o performanță chirurgicală remarcabilă. Vreme de peste două decenii, începând cu luna ianuarie 1903, activitatea sa profesională s-a desfășurat la Spitalul „Sf. Spiridon” din Galați.

## Biografie
Alexandru Carnabel s-a născut în satul Gemeni, din Oltenia, în prezent parte a comunei Dârvari, județul Mehedinți și a urmat studiile liceale la Craiova, numărându-se apoi printre cei care au beneficiat de talentul pedagogic al renumitului chirurg Thoma Ionescu, fondator al chirurgiei românești, la Facultatea de Medicină din București, susținând concurs de intrare în internatul (de 3 ani) în 1892. A preluat de la maestrul său pasiunea pentru profesie și grija pentru fundamentarea teoretică a actului medical, devenind ulterior unul dintre asistenții acestuia la Institutul de Anatomie Topografică și Chirurgie Experimentală din București.
Pe perioada specializării, a activat în cadrul mai multor spitale din București, iar în 1903 se mută definitiv la Galați în calitate de medic primar și chirurg-șef al Spitalului „Sf. Spiridon” (3 ian. 1903). Devenit între timp medic militar, s-a remarcat și pe plan social, ca principal animator al acțiunilor organizate de Societatea pentru profilaxia tuberculozei, Societatea Națională „Crucea Roșie” - filiala Galați și Societatea Asistența publică din Galați. A fost membru al comitetului de inițiativă care a organizat înființarea Universității Populare din Galați, în 1914. Vreme de 24 de ani, până în 1927, anul decesului, a desfășurat o intensă activitate medicală:74, recunoscută atât în țară, cât și în străinătate. Astfel, a devenit membru corespondent al Societății de Chirurgie de la Paris, numele său fiind citat în prestigioase reviste medicale din întreaga lume, precum Deutsche Chirurgie (1905), Bibliographia medica (1903), Archiv für klinische Chirurgie (1906), Revue de chirurgie (1905), Revue de gynécologie et de chirurgie abdominale (1904), Archives provinciales de chirurgie (1901), unde apar mențiuni despre operațiile și tehnicile chirurgicale ale doctorului Carnabel.
Într-o epocă în care mijloacele de comunicare rapidă erau încă la stadiul de pionierat, vestea despre îndemânarea chirurgului Alexandru Carnabel s-a răspândit repede, doctorul ajungând să fie căutat de bolnavi veniți, ca într-un pelerinaj, din toată Moldova, din Basarabia și din Dobrogea. Pe lângă operațiile pe care le făcea, Al. Carnabel a contribuit și la profilaxia împotriva tuberculozei, o afecțiune de cele mai multe ori mortală în acea epocă. Prin interesul pe care l-a manifestat pentru sănătatea publică, Al. Carnabel s-a apropiat de lumea celor nevoiași, pe care i-a ajutat atât cât i-a stat în putință.
Alexandru Carnabel s-a dedicat total profesiei, dar a sprijinit de asemenea literatura și arta română, fiind membru fondator al unor cercuri sau instituții de cultură, precum „Cercul Cultural” și „Intim Club” din Galați. După cum remarca Moise N. Pacu, „Dr. Carnabel reușise, ca președinte și chirurg, să facă o transfuzie de literatură, mai ales în unele seri când păgânul templu al zeiței Fortuna devenea o solemnă Academie și serata, o mare gală...”.
În perioada premergătoare primului război mondial, Societatea Națională „Crucea Roșie”, filiala Galați desfășura o intensă activitate pentru pregătirea spitalelor de răniți, animatorul principal al acestei acțiuni fiind medicul Alexandru Carnabel. La începutul anului 1915 se strânseseră toate cele trebuitoare unui spital cu 120 de paturi, iar în noiembrie 1915 erau instalate spitale pentru răniți aproape în toate școlile din oraș:74. În 25 august 1916, Carnabel a fost numit medic-șef al Spitalelor din Galați înființate de Crucea Roșie. După cum remarca presa vremii, „toți cei grav răniți au trecut, în Galați, prin mâna valorosului chirurg doctor Carnabel, care de dimineață, din faptul zilei, și până în miez de noapte, în această perioadă de aglomerație de răniți, își îndeplinea cu abnegație și din toată inima această sfântă datorie”.
După intrarea României în Primul Război Mondial, în urma campaniei militare din 1916, când două treimi din teritoriul Vechiului Regat fuseseră ocupate de armatele Puterilor Centrale, medicul căpitan Alexandru Carnabel a fost evacuat în sudul Rusiei în anul următor, împreună cu mai multe spitale din România (totalizând circa 30.000 de bolnavi), ajungând medic șef al spitalelor din Odesa:15. După război, s-a întors în Galați, continuându-și activitatea medicală până în anul 1927:74, când starea de sănătate l-a determinat să se retragă din activitatea intensă pe care o desfășura cu abnegație.
După decesul medicului Alexandru Carnabel, survenit la Focșani în 10 august 1927, un comitet în fruntea căruia s-a aflat Cristache D. Theodoru, primar al orașului Galați, a inițiat o subscripție publică pentru realizarea unui bust din bronz al doctorului Carnabel. Bustul a fost executat de sculptorul Oscar Späthe și a fost amplasat pe un soclu în strada Romulus, fiind inaugurat la 25 mai 1931:200. În prezent, bustul se găsește în curtea Spitalului de Psihiatrie „Elena Doamna” din Galați, iar o stradă din oraș poartă de asemenea numele celui care a introdus în orașul de la Dunăre „adevărata chirurgie, pe baze științifice”.

## Scurtă prezentare

### Studii
- cursurile liceale la Craiova, absolvite în 1886;
- Facultatea de Medicină din București (1892-1895)[2]

### Titluri științifice
- doctor în medicină și chirurgie cu teza Câteva considerațiuni asupra terminarei facerilor în basinurile stramptate observate în maternitatea din Bucuresci la Facultatea de Medicină din București (1895)[2]

### Activitate socio-profesională
- medic extern al Spitalului Colțea din București, la Serviciul clinico-chirurgical al doctorului George Assaky, specializându-se în chirurgie (1890);
- medic intern al Eforiei Spitalelor Civile (ce avea în componență spitalele Colțea, Pantelimon și Filantropia) precum și al Institutului „Maternitatea” (1892-1895);
- redactor al revistei medicale Spitalul;
- a fost înaintat în corpul ofițerilor sanitari de rezervă, la gradul de medic de batalion, prin decret apărut în Monitorul Oficial nr. 43 din 27 mai / 8 iun. 1895, urmând stagiul de un an cerut de lege la Pulberăria armatei;
- a fost numit medic și director la Spitalul rural Vidra – Putna (iul. 1896);
- membru al Adunării generale a Eforiei Spitalelor Civile din București (1898);
- secretar al publicației Bulletins et mémoires de la Société de Chirurgie de Bucarest (ian. 1900 – feb. 1903);
- medic primar și chirurg-șef al Spitalului „Sf. Spiridon” din Galați (3 ian. 1903), unde a activat până în mai 1924;
- medic căpitan în rezervă, s-a mutat pe 1 februarie 1908 de la Corpul IV de armată la Corpul III de armată, prin Decizia ministrului de război nr. 26 din 25 ian. 1908, apărută în Monitorul Oficial nr. 243 din 5(18) feb. 1908;
- principal animator al acțiunilor organizate de Societatea pentru profilaxia tuberculozei, Societatea Națională „Crucea Roșie” - filiala Galați și Societatea „Asistența publică” din Galați;
- membru al comitetului de inițiativă (1913) prin grija căruia a luat ființă Universitatea Populară din Galați, care și-a început cursurile la 5 martie 1914;
- membru în comisiile de examinare la concursul de medic primar la Spitalul Central din Iași (1916);
- medic-șef al Spitalelor din Galați, înființate de Crucea Roșie în perioada Primului Război Mondial (25 aug. - 25 dec. 1916);
- președinte al Comitetului Societății Naționale „Crucea Roșie” - filiala Galați[2].

### Afilieri
- membru fondator al Cercului Cultural din Galați, înființat la 14 ian. 1907;
- membru corespondent al Societății de Chirurgie din Paris;
- membru onorific al Comitetului Societății Studenților în Medicină (din 1888, secretar de ședință în 1889, secretar general în 1890, casier în 1891);
- președinte al Societății pentru Profilaxia Tuberculozei și Asistența Tuberculoșilor săraci din Galați și județul Covurlui (1910);
- membru și președinte al Societății Medicale din Galați (cca 1916)[2].

### Colaborări la publicații
- Bulletins et mémoires de la Société de Chirurgie,
- Clinica,
- Igiena satelor,
- Revista de chirurgie (din ian. 1898),
- România medicală (1903),
- Spitalul (30 iun. - 31 dec. 1892 și 15 ian. - 28 febr. 1898)[2].

### Distincții – Decorații
- Medalia jubiliară „Carol I” (1906)[2].